# Sirges sameby

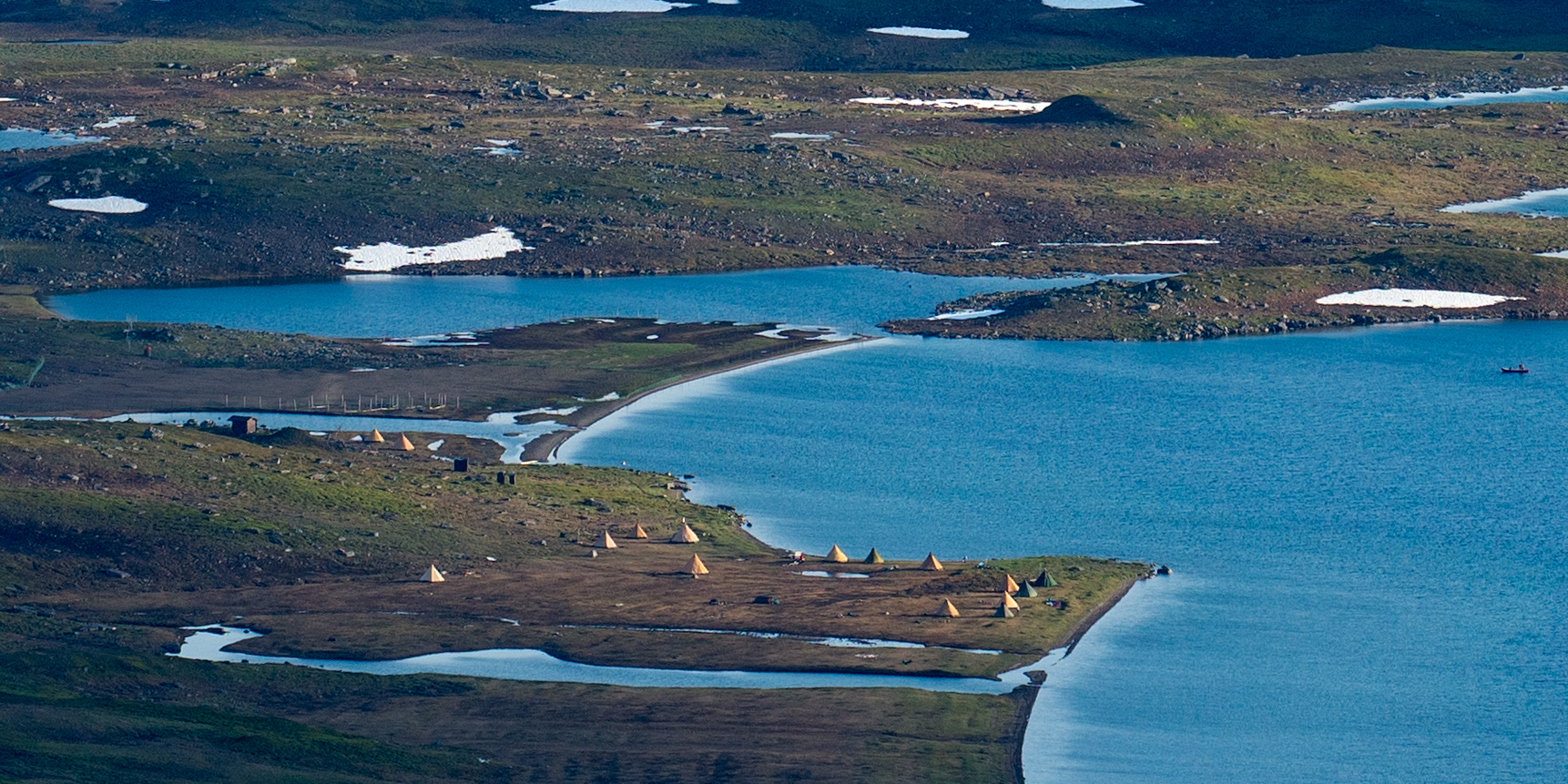
Samebyn Sirges sommarviste vid Slahpejávrre.

Sirges är en fjällsameby belägen i Jokkmokks kommun. Sirges är Sveriges största sameby med sina 95 rennäringsföretag och cirka 300 medlemmar. Det tillåtna renantalet är för närvarande 15 500. 
Namnet Sirges kan härledas till en viktig vinterboplats i äldre tid till området vid Sirgesluokta på Stora Lulevattnets södra strand.
Samebyn, som tidigare hette Sirkas, övergick 2011 till sitt samiska namn Sirges.
Ett höst- och vårviste finns i Saltoluokta.
I öster omger Sirges en stor del av Sierri skogssameby.